# Cressida (vệ tinh)
Cressida (/ˈkrɛsɪdə/ KRES -i-ðə, tiếng Hy Lạp: Χρησίδα) là một vệ tinh tự nhiên của Sao Thiên Vương. Nó được phát hiện từ những hình ảnh được chụp bởi tàu Voyager 2 vào ngày 9 tháng 1 năm 1986 và được đặt tên tạm thời là S/1986 U 3. Nó được đặt theo tên của Cressida, con gái của Calchas thành Troia, một nữ anh hùng đầy bi thảm xuất hiện trong vở kịch Troilus và Cressida của William Shakespeare (cũng như trong truyện của Geoffrey Chaucer và những câu chuyện khác). Nó cũng được đặt tên là Uranus IX.
Cressida thuộc nhóm vệ tinh Portia, bao gồm Bianca, Desdemona, Juliet, Portia, Rosalind, Cupid, Belinda và Perdita. Những vệ tinh này có quỹ đạo và thuộc tính trắc quang tương tự. Ngoài quỹ đạo, bán kính là 41 km và suất phản chiếu hình học là 0,08, hầu như chúng ta không biết gì thêm về nó.
Trong các hình ảnh chụp bởi tàu Voyager 2, Cressida xuất hiện dưới dạng một vật thể thon dài, trục chính của nó hướng về phía Sao Thiên Vương. Tỷ lệ trục hình phỏng cầu dài của Cressida là 0,8 ± 0,3. Bề mặt của nó có màu xám.
Cressida có quỹ đạo gần với cộng hưởng 3:2 với vành đai η, một trong những vành đai của Sao Thiên Vương. Sự nhiễu loạn về hình dạng của vành đai cung cấp một cách để đo đạc khối lượng của Cressida, được xác định là 2,5 ± 0,4 ×1017 kg. Cressida là vệ tinh nhỏ duy nhất của Sao Thiên Vương được đo trực tiếp khối lượng.
Cressida có thể va chạm với Desdemona trong vòng 100 triệu năm tới.